# Championnat de Tanzanie de football 2007
Navigation
Édition précédente Édition suivante
La saison 2007 du championnat de Tanzanie est la 43e édition du Championnat de Tanzanie de football. Le championnat oppose treize clubs tanzaniens.

## Équipes

### Participants et locations
Légende des couleurs
- Tour préliminaire de la Ligue des champions 2007
- Tour préliminaire de la Coupe de la confédération 2007

| Club            | Ville         |
| --------------- | ------------- |
| Arusha FC       | Arusha        |
| Ashanti United  | Dar es Salaam |
| JKT Ruvu Stars  | Dodoma        |
| Kagera Sugar    | Bukoba        |
| Moro United     | Morogoro      |
| Mtibwa Sugar    | Turiani       |
| Pan African     | Dar es Salaam |
| Polisi Dodoma   | Dodoma        |
| Polisi Morogoro | Morogoro      |
| Prisons FC      | Mbeya         |
| Ruvu Shooting   | Coast         |
| Simba SC        | Dar es Salaam |
| Young Africans  | Dar es Salaam |

## Compétition
Le classement est établi sur le barème de points classique (victoire à 3 points, match nul à 1, défaite à 0).
Pour départager les égalités, on tient d'abord compte de la différence de buts générale, puis du nombre de buts marqués, puis des confrontations directes.

### Première phase
Groupe A
| Rang | Équipe           | Pts | J | G | N | P | Bp | Bc | Diff |
| ---- | ---------------- | --- | - | - | - | - | -- | -- | ---- |
| 1    | Young Africans T | 12  | 6 | 3 | 3 | 0 | 12 | 2  | +10  |
| 2    | Polisi Morogoro  | 11  | 6 | 3 | 2 | 1 | 8  | 4  | +4   |
| 3    | Moro United      | 5   | 6 | 1 | 2 | 3 | 6  | 13 | -7   |
| 4    | Arusha FC        | 4   | 6 | 1 | 1 | 4 | 6  | 13 | -7   |

Groupe B
| Rang | Équipe         | Pts | J | G | N | P | Bp | Bc | Diff |
| ---- | -------------- | --- | - | - | - | - | -- | -- | ---- |
| 1    | Ashanti United | 13  | 6 | 4 | 1 | 1 | 6  | 2  | +4   |
| 2    | Simba SC       | 10  | 6 | 3 | 1 | 2 | 6  | 4  | +2   |
| 3    | Prisons FC     | 5   | 6 | 1 | 2 | 3 | 5  | 8  | -3   |
| 4    | Polisi Dodoma  | 5   | 6 | 1 | 2 | 3 | 4  | 7  | -3   |

Légende
- Qualifiés pour la poule pour le titre
- Qualifiés pour la poule de relégation

Abréviations
T : Tenant du titre
Groupe C
| Rang | Équipe         | Pts | J | G | N | P | Bp | Bc | Diff |
| ---- | -------------- | --- | - | - | - | - | -- | -- | ---- |
| 1    | Mtibwa Sugar   | 15  | 8 | 4 | 3 | 1 | 11 | 4  | +7   |
| 2    | JKT Ruvu Stars | 14  | 8 | 4 | 2 | 2 | 8  | 5  | +3   |
| 3    | Kagera Sugar   | 10  | 8 | 2 | 4 | 2 | 6  | 8  | -2   |
| 4    | Ruvu Shooting  | 8   | 8 | 2 | 2 | 4 | 5  | 10 | -5   |
| 5    | Pan African    | 7   | 8 | 2 | 1 | 5 | 6  | 9  | -3   |

### Deuxième phase

#### Poule pour le titre
Groupe A
| Rang | Équipe           | Pts | J | G | N | P | Bp | Bc | Diff |
| ---- | ---------------- | --- | - | - | - | - | -- | -- | ---- |
| 1    | Young Africans T | 8   | 4 | 2 | 2 | 0 | 6  | 4  | +2   |
| 2    | JKT Ruvu Stars   | 5   | 4 | 1 | 2 | 1 | 6  | 5  | +1   |
| 3    | Mtibwa Sugar     | 3   | 4 | 1 | 0 | 3 | 7  | 10 | -3   |

Groupe B
| Rang | Équipe          | Pts | J | G | N | P | Bp | Bc | Diff |
| ---- | --------------- | --- | - | - | - | - | -- | -- | ---- |
| 1    | Simba SC        | 10  | 4 | 3 | 1 | 0 | 7  | 1  | +6   |
| 2    | Polisi Morogoro | 7   | 4 | 2 | 1 | 1 | 3  | 3  | 0    |
| 3    | Ashanti United  | 0   | 4 | 0 | 0 | 4 | 1  | 7  | -6   |

Légende
- Qualifiés pour la finale

Abréviations
T : Tenant du titre
Finale
| 8 juillet 2007 | Young Africans    | 1 - 1   | Simba SC    | Jamhuri Stadium, Morogoro                       |                                                 |
|                | Maulid 56e        | (0 - 1) | 2e Odhiambo | Spectateurs : 9 758 Arbitrage : Victor Mwandike | Spectateurs : 9 758 Arbitrage : Victor Mwandike |
|                | Tirs au but 3 - 4 |         |             | Spectateurs : 9 758 Arbitrage : Victor Mwandike | Spectateurs : 9 758 Arbitrage : Victor Mwandike |

#### Poule de relégation
Résultats inconnus
| Rang   | Équipe        | Pts | J | G | N | P | Bp | Bc | Diff |
| ------ | ------------- | --- | - | - | - | - | -- | -- | ---- |
| 1 ou 2 | Pan African   | 0   | 0 | 0 | 0 | 0 | 0  | 0  | 0    |
| 1 ou 2 | Polisi Dodoma | 0   | 0 | 0 | 0 | 0 | 0  | 0  | 0    |
| 3 ou 4 | Arusha FC     | 0   | 0 | 0 | 0 | 0 | 0  | 0  | 0    |
| 3 ou 4 | Ruvu Shooting | 0   | 0 | 0 | 0 | 0 | 0  | 0  | 0    |